# Centropogon erianthus
Centropogon erianthus är en klockväxtart som först beskrevs av George Bentham, och fick sitt nu gällande namn av George Bentham, Joseph Dalton Hooker och Emmanuel Drake del Castillo. Centropogon erianthus ingår i släktet Centropogon och familjen klockväxter. Inga underarter finns listade i Catalogue of Life.